# Dollbach (Erlauf)
Der Dollbach ist ein linker Zubringer zur Erlauf bei Petzenkirchen in Niederösterreich.
Der Dollbach entspringt im Ortsgebiet von Dollbach und fließt in östliche Richtung ab, wo bald darauf der von links kommende Hüttgraben einmündet und danach der Bach von Reith. In Bergland ergießt sich der Bach von Hosinghof in den Dollbach und in Wohlfahrtsbrunn der Bach von Wocking. Danach fließt der Dollbach parallel zur Erlauf, den Ort Erlauf hindurch und mündet nördlich von Ofling in dieselbe. Sein Einzugsgebiet umfasst 10,1 km² in weitgehend offener Landschaft.